# Ugo IV del Maine

La Francia nel 1030

Ugo, in francese Hugues IV (1020 circa – 26 marzo 1051), fu il sesto conte del Maine della famiglia degli Ugonidi o seconda casa del Maine, dal 1035 circa fino alla sua morte.

## Origine
Figlio primogenito e unico figlio maschio del conte del Maine, Eriberto I (come risulta dall'Actus pontificum Cenomannis in cui, il suo prozio, Eriberto «Baco» del Maine, che governava in suo nome fu costretto a rinchiudersi in un monastero) e della moglie, di cui non si conosce né il nome né la casata.
Eriberto I era il figlio secondogenito del conte del Maine, Ugo III (come risulta dal documento n° IV del Cartulaire des abbayes de Saint-Pierre de la Couture et de Saint-Pierre de Solesmes, in cui, assieme al padre, Ugo III fa una donazione al capitolo dell'abbazia stessa) e della moglie, di cui non si conosce né il nome né la casata.

## Biografia
Alla morte di Eriberto I, nel 1035 circa, gli succedette il figlio, Ugo IV, che data la minor età, fu sotto la tutela del prozio, Eriberto «Baco» del Maine (? - † ca. 1046), che, secondo l'Actus pontificum Cenomannis, tenne anche la reggenza e che molto probabilmente cercava di mantenere buoni rapporti con il conte d'Angiò, Folco III Nerra.
Nel 1036, venne eletto vescovo di Le Mans, Gervasio di Château-du-Loir, che era un fervente sostenitore dei conti di Blois, per cui il vescovo ed il reggente entrarono in conflitto, ma Eriberto «Baco» del Maine, nonostante che Gervasio, nel 1036, avesse proclamato la maggior età del conte Ugo IV, continuò a reggere il governo della contea.
Nel 1044, Gervasio, con l'appoggio del conte d'Angiò, Goffredo II, detto il Martello, organizzò un concilio popolare in cui fu decretata la cacciata del reggente che fu rinchiuso in un monastero.
Il vescovo Gervaso si mise all'opera per rafforzare i legami tra la contea del Maine e la contea di Blois, cercando di combinare un matrimonio tra Ugo IV e una contessina di Blois, riuscendo a organizzare, nel 1046 (dopo il 14 aprile), il matrimonio tra Ugo IV e Berta di Blois (? - 1084/5), figlia del conte di Blois, di Chartres, di Châteaudun, di Tours, di Provins, di Reims, di Meaux e di Troyes, Oddone II, e della moglie (come risulta dal Chronica Albrici Monachi Trium Fontium), Ermengarda d'Alvernia ( † dopo il 1042), che, secondo la Genealogiae comes Flandriae era figlia del Conte d'Alvernia, Guglielmo IV e della moglie Humberge (o Ermengarda); Berta di Blois, dal 1040, era vedova del duca di Bretagna, Alano III. I due matrimoni di Berta trovano conferma nell'Ex Chronico Ruyensis Cœnobii, quando nell'anno 1062, ricorda la morte dei fratellastri, Eriberto e Conan II (Herbertus Cenomannensium Comes et frater uterinus Conani ducis).
Tra il 1047 e il 1048, il nuovo conte d'Angiò, Goffredo II Martello, dato che il vescovo di Le Mans, Gervasio, spingeva il conte Ugo IV a una politica sempre più favorevole alla casa di Blois, intervenne, occupando la contea, e imprigionò il vescovo Gervasio.
Ma il re di Francia Enrico I con l'aiuto del duca di Normandia, Guglielmo il Bastardo, nel 1048 compì una spedizione in Angiò, dove Guglielmo si distinse per valore e abilità strategica. E sempre con l'intento di evitare l'occupazione della contea del Maine da parte di Goffredo II Martello, Guglielmo proseguì la guerra contro il conte d'Angiò anche nel 1049, invadendo, a sua volta, la contea del Maine.
Ugo IV morì nel 1051 e secondo il Nécrologe-obituaire de la Cathédrale du Mans morì il 26 marzo e gli succedette il figlio, Eriberto II.
Ancora Guglielmo fermò Goffredo d'Angiò, che, dopo che Berta di Blois era stata scacciata dalla contea, aspirava di togliere il Maine al giovane erede, il figlio di Ugo IV, che poté così succedere al padre, come Eriberto II del Maine.

## Discendenza
Ugo IV e Berta di Blois ebbero due figli:
- Eriberto ( † 1062[17]), conte del Maine[18],
- Margherita del Maine (ca. 1045- 1063), fidanzata, prima della morte del fratello, al futuro conte del Maine e poi duca di Normandia Roberto (ca. 1051-1134), figlio del duca di Normandia e re d'Inghilterra, Guglielmo I il Bastardo, poi detto il Conquistatore.

## Ascendenza
|                      |   |   | Genitori |  |  | Nonni |  |  | Bisnonni         |  |  | Trisnonni       |  |
|                      |   |   |          |  |  |       |  |  | Ugo II del Maine |  |  | Ugo I del Maine |  |
|                      |   |   |          |  |  |       |  |  | Ugo II del Maine |  |  | Ugo I del Maine |  |
|                      |   | … |          |  |  |       |  |  | Ugo II del Maine |  |  |                 |  |
| Ugo III del Maine    |   |   |          |  |  |       |  |  | Ugo II del Maine |  |  |                 |  |
|                      |   | … | …        |  |  |       |  |  |                  |  |  |                 |  |
|                      |   | … | …        |  |  |       |  |  |                  |  |  |                 |  |
|                      |   | … | …        |  |  |       |  |  |                  |  |  |                 |  |
| Eriberto I del Maine |   | … |          |  |  |       |  |  |                  |  |  |                 |  |
|                      |   | … | …        |  |  |       |  |  |                  |  |  |                 |  |
|                      |   | … | …        |  |  |       |  |  |                  |  |  |                 |  |
|                      |   | … | …        |  |  |       |  |  |                  |  |  |                 |  |
| …                    |   | … |          |  |  |       |  |  |                  |  |  |                 |  |
|                      |   | … | …        |  |  |       |  |  |                  |  |  |                 |  |
|                      |   | … | …        |  |  |       |  |  |                  |  |  |                 |  |
|                      |   | … | …        |  |  |       |  |  |                  |  |  |                 |  |
| Ugo IV del Maine     |   | … |          |  |  |       |  |  |                  |  |  |                 |  |
|                      | … | … |          |  |  |       |  |  |                  |  |  |                 |  |
|                      | … | … |          |  |  |       |  |  |                  |  |  |                 |  |
|                      | … | … |          |  |  |       |  |  |                  |  |  |                 |  |
| …                    | … |   |          |  |  |       |  |  |                  |  |  |                 |  |
|                      |   | … | …        |  |  |       |  |  |                  |  |  |                 |  |
|                      |   | … | …        |  |  |       |  |  |                  |  |  |                 |  |
|                      |   | … | …        |  |  |       |  |  |                  |  |  |                 |  |
| …                    |   | … |          |  |  |       |  |  |                  |  |  |                 |  |
|                      |   | … | …        |  |  |       |  |  |                  |  |  |                 |  |
|                      |   | … | …        |  |  |       |  |  |                  |  |  |                 |  |
|                      |   | … | …        |  |  |       |  |  |                  |  |  |                 |  |
| …                    |   | … |          |  |  |       |  |  |                  |  |  |                 |  |
|                      |   | … | …        |  |  |       |  |  |                  |  |  |                 |  |
|                      |   | … | …        |  |  |       |  |  |                  |  |  |                 |  |
|                      |   | … | …        |  |  |       |  |  |                  |  |  |                 |  |
|                      |   | … |          |  |  |       |  |  |                  |  |  |                 |  |

### Fonti primarie
- (LA)  Cartulaire des abbayes de Saint-Pierre de la Couture et de Saint-Pierre de Solesmes[collegamento interrotto].
- (LA)  Actus Pontificum Cenomannis in urbe degentium (Le Mans).
- (LA)  Rerum Gallicarum et Francicarum Scriptores, tomus XII.
- (LA)  Cartulaire de l'abbaye de Saint-Vincent du Mans, Liber primus.
- (LA)  Monumenta Germanica Historica, tomus IX.

### Letteratura storiografica
- Louis Halphen, "La Francia dell'XI secolo", cap. XXIV, vol. II (L'espansione islamica e la nascita dell'Europa feudale) della Storia del Mondo Medievale, 1999, pp. 770–806.
- William John Corbett, "L'evoluzione del ducato di Normandia e la conquista normanna dell'Inghilterra", cap. I, vol. VI (Declino dell'impero e del papato e sviluppo degli stati nazionali) della Storia del Mondo Medievale, 1999, pp. 5–55.